# Juan Ferrara
Juan Félix Gutiérrez Puerta (ur. 8 listopada 1943 w Meksyku) – meksykański aktor.
Wystąpił jako Franco Colluciego w telenoweli Zbuntowani. Był mężem meksykańskiej aktorki, Heleny Rojo. Ma dwóch synów.

## Wybrana filmografia

### Telenowele
- El Espejismo Brillaba (1966)
- Los Inconformes (1968)
- Lo que no Fue (1969)
- Del Altar a la Tumba (1969)
- Concierto de Almas (1969)
- Yesenia (1970)
- La Gata (1970)
- Viviana (1978) jako Julio Montesinos
- Ladronzuela (1978)
- El Hogar que yo Robe (1981) jako Carlos Valentin Velarde
- Gabriel y Gabriela (1982)
- Amanda Guzman, Culpable! (1983)
- Tanairi (1985)
- Destino (1989)
- Valeria y Maximiliano (1991) jako Maximiliano Riva
- Valentina (1993)
- Desencuentro (1997) jako Andrés
- Płonąca pochodnia (1997) jako Don Pedro de Soto
- Infierno en el Paraíso (1999) jako Alejandro Valdivia
- Tu historia de amor (2003) jako Ernesto
- Zbuntowani (2004) jako Franco Colucci
- Sidła namiętności (2007) jako Jorge Mancera
- Verano de amor (2009)
- Morze miłości (2009) jako Guillermo Briceno
- Miłość i przeznaczenie (2011) jako Juan Jaime Mondragón

### Filmy
- Tajimara (1965)
- Tirando a Gol (1965)
- La Muerte es Puntual (1965)
- Los Angeles de Puebla (1966)
- Esclava del Deseo (1968)
- No hay Cruces en el Mar (1968)
- Corona de Lagrimas, (1968)
- 5 de Chocolate y 1 de Fresa) (1968)
- El Club de los Suicidas (1968)
- Los Problemas de Mama (1970)
- Mision Cumplida (1970)
- La Montaña Sagrada (1973)
- El Manantial del Molagro (1974)
- Ven Conmigo (1975)
- De Todos Modos, Juan te Llamas! (1978)
- Noche de Juerga (1979)
- Misterio (1980)
- Dos y Dos, Cinco (1980)
- Mentiras (1986)
- Victoria (1987) jako Jose Eduardo